# أشرف أوشن
أشرف أوشن هو رياضي مغربي، وأحد أبطال فنون الحرب من صنف الكاراتيه، فاز بالميدالية ذهبية لوزن 84 كلغ الخاص بفئة الشبان في بطولة العالم للكاراتيه في العاصمة الإندونيسية جاكرتا، سنة 2015 بمشاركة 96 بلدًا،

وذلك بعد فوزه في المباراة النهائية على الكازاخيستاني أوكماطوف ديماش.